# Человеко-машинный интерфейс
Человеко-машинный интерфейс (ЧМИ) (англ. Human-machine interface, HMI) — широкое понятие, охватывающее инженерные решения, обеспечивающие взаимодействие человека-оператора с управляемыми им машинами.
Создание систем человеко-машинного интерфейса тесно увязано с понятиями эргономика и юзабилити.
Проектирование ЧМИ включает в себя:
- создание рабочего места: кресла, стола, или пульта управления, размещение приборов и органов управления (устройства ввода данных) (соответствием всего этого физиологии человека занимается эргономика), освещение рабочего места и, возможно, микроклимат[источник не указан 4796 дней].

- далее рассматриваются взаимодействие оператора со всеми органами управления: их доступность и необходимые усилия, эффективность и скорость доступа, согласованность (непротиворечивость) управляющих воздействий (в том числе т. н. «защита от дурака»), расположение дисплеев и размеры надписей на них (всё это входит в сферу юзабилити)

Одной из наиболее сложных задач является создание эффективного ЧМИ рабочих мест сложных машин с множеством органов управления, например пилотов самолёта и космических кораблей.
В промышленных условиях ЧМИ чаще всего реализуется с использованием типовых средств: операторских панелей, компьютеров и типового программного обеспечения.